# Burg Kapfenhardt
Die Burg Kapfenhardt ist eine abgegangene Höhenburg auf einer Anhöhe etwa 1750 m östlich von Kapfenhardt, einem heutigen Ortsteil von Weissach im Landkreis Böblingen in Baden-Württemberg.

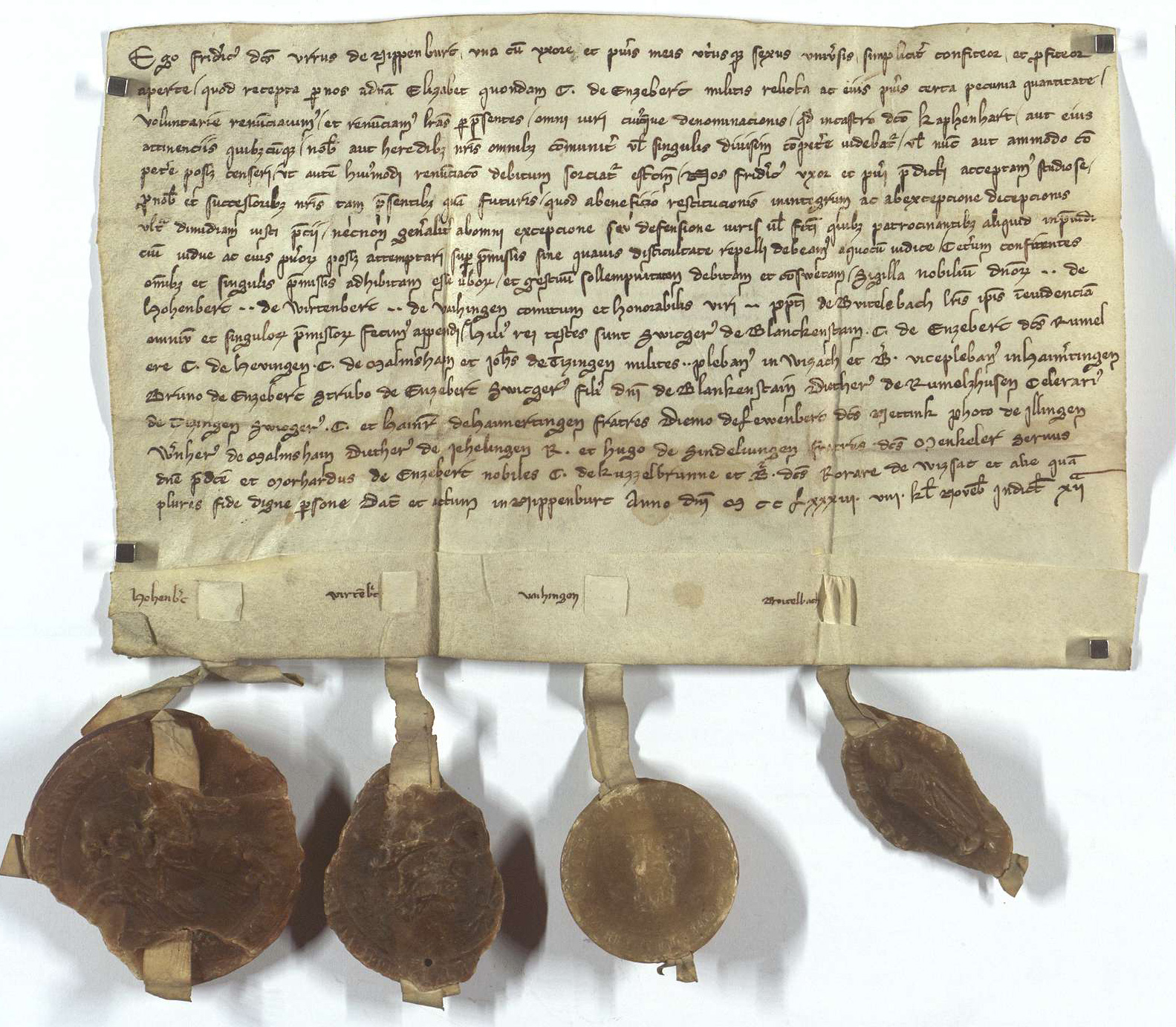
Verkaufsurkunde

Historisch wurde 1254 die Burg als Villa Kaphenhardt und später mit den Herren von Enzberg als Castrum Kapfenhardt genannt, denen die Burg sicher schon vor 1283 gehörte. 1294 nannte sich Heinrich von Enzberg, der Ministerialer des Bischofs von Speyer war, nach der Burg und schenkte diese am 6. Mai 1299 dem Kloster Maulbronn.
Von der ehemaligen Burganlage mit rundlichem Burghügel und doppelten Grabenring ist noch der Burghügel und der innere Grabenring erhalten.